# McGrew (Nebraska)
McGrew es una villa ubicada en el condado de Scotts Bluff en el estado estadounidense de Nebraska. En el Censo de 2010 tenía una población de 105 habitantes y una densidad poblacional de 112,93 personas por km².

## Geografía
McGrew se encuentra ubicada en las coordenadas 41°44′52″N 103°25′4″O / 41.74778, -103.41778. Según la Oficina del Censo de los Estados Unidos, McGrew tiene una superficie total de 0.93 km², de la cual 0.93 km² corresponden a tierra firme y (0%) 0 km² es agua.

## Demografía
Según el censo de 2010, había 105 personas residiendo en McGrew. La densidad de población era de 112,93 hab./km². De los 105 habitantes, McGrew estaba compuesto por el 92.38% blancos, el 0.95% eran afroamericanos, el 3.81% eran amerindios, el 0% eran asiáticos, el 0.95% eran isleños del Pacífico, el 1.9% eran de otras razas y el 0% pertenecían a dos o más razas. Del total de la población el 2.86% eran hispanos o latinos de cualquier raza.